# Lake Bolac
Lake Bolac (470 habitants) est un hameau de l'ouest de l'État de Victoria, en Australie. Il est situé à 217 km à l'ouest de Melbourne et à 100 de Ballarat, au bord du lac Bolac apprécié des pêcheurs.